# Paweł Januszewski
Paweł Januszewski, poljski atlet, * 2. januar 1972, Pyrzyce, Poljska.
Njegova paradna atletska disciplina je bil tek na 400 m z ovirami, v katerem je v času svoje kariere sodil v sam svetovni vrh. Leta 1998 je postal tudi evropski prvak.

## Kariera
Januszewski je nase v atletskih krogih prvič opozoril leta 1991, ko je skupaj s poljsko štafeto osvojil Evropsko mladinsko prvenstvo. Prve članske uspehe je nato doživel na Evropskem prvenstvu 1994 v Helsinkih, kjer je v teku na 400 m z ovirami izpadel v polfinalu, s časom 49.95 je za mestom v finalu zaostal 53 stotink. Naslednje leto je nato sodeloval na Svetovnem prvenstvu v švedskem Göteborgu. Po izpadu na 400 m z ovirami že v kvalifikacijah je bil uspešnejši v štafetni preizkušnji, saj je skupaj s sotekmovalci v finalu končal kot peti. Povprečne predstave v teku na 400 m z ovirami so se ponovile tudi na Poletnih olimpijskih igrah 1996, ko je vnovič izpadel v kvalifikacijah. S poljsko štafeto se je nato le prebil v olimpijski finale, a v njem ni nastopil, poljska štafeta pa je končala kot šesta.
Leta 1997 je prvič nakazal izboljšanje svoje forme na 400 m z ovirami, saj je bilo to leto, ko se je prvič spustil pod mejo 49 sekund. Na Svetovnem prvenstvu v grških Atenah se je najprej šele po času prebil skozi sito kvalifikacij, nato pa je v polfinalu odtekel poljski državni rekord (48.94). Tudi to pa ni bilo dovolj za uvrstitev v finale, saj je v svoji polfinalni skupini končal kot četrti - v finale pa so se uvrstili po trije iz vsakega polfinala. Septembra 1997 je bil Januszewski udeležen v hudo prometno nesrečo. Potem ko je bil sprva celo v življenjski nevarnosti, se je stanje postopoma izboljšalo in poleti 1998 se je počasi vrnil v stare tirnice. Kmalu po vrnitvi na atletske steze je na Evropskem prvenstvu v Budimpešti slavil v svoji polfinalni skupini v teku na 400 m z ovirami in tako potiho napovedal dober rezultat. Slednje se je v finalu uresničilo, saj je z 8 stotinkami prednosti pred Rusom Ruslanom Maščenkom Poljski s časom 48.17 priboril 1. mesto in zlato kolajno. Izid 48.17 je postal tudi novi pojski državni rekord, ki je zdržal vse do leta 2001, ko ga je na 48.16 za eno stotinko popravil Marek Plawgo.
Naslednje leto se je Januszewski udeležil Poletne univerzijade in v Palmi de Mallorci s časom 48.64 osvojil prvo mesto ter postal svetovni univerzitetni prvak. Na Svetovnem prvenstvu se je nato nekaj mesecev pozneje v španski Sevilji prebil v veliki finale, a tam približek lastnega rekorda (48.19) ni zadostoval za kaj več kot peto mesto. Svetovni prvak je postal Italijan Fabrizio Mori s časom 47.72, srebro pa je s časom 48.12 - le 7 stotink pred Januszewskim - pobral Francoz Stéphane Diagana. Leta 2000 se mu je uspelo prebiti še v veliki finale Poletnih olimpijskih iger, a je sredi Sydneya svoj časomerilec ustavil pri času 48.44, s katerim je zasedel 6. mesto. Vseeno je postal najboljši evropski tekmovalec, saj je za sabo pustil tako Italijana Fabrizia Morija (48.78) kot Ukrajinca Genadija Gorbenka (49.01).
Tudi na Svetovnem prvenstvu 2001 se je Januszewski prebil v finale, a je nato v kanadskem Edmontonu s časom 48.57 zasedel 6. mesto. Leta 2002 je po letih 1995, 1997, 1999 in 2000 osvojil še svoj peti naslov poljskega državnega prvaka. V avgustu je sledil čas za obrambo evropskega naslova izpred štirih let, a Januszewski sredi Münchna v neobičajnem finalnem teku za zlato kolajno ni imel pravih možnosti. S časom 47.53 je namreč slavil Francoz Stéphane Diagana, skoraj sekundo pa sta za njim zaostala drugouvrščeni Čeh Jiří Mužík (48.43) in Januszewski (48.46). Četrtouvrščeni, Italijan Mori, je za Januszewskim zaostal še za pol sekunde, progo je zaključil z 49.05.

## Osebni rekordi
| Disciplina      | Dosežek | Prizorišče            | Datum           |
| --------------- | ------- | --------------------- | --------------- |
| 400 m z ovirami | 48.17   | Budimpešta, Madžarska | 20. avgust 1998 |
| 400 m           | 46.14   | Poznanj, Poljska      | 18. avgust 2002 |

- Vir:[2]